# جيم تومسون (ضابط)
جيم تومسون هو ضابط كندي، ولد في 18 ديسمبر 1926 في لندن في كندا.